# 安新縣 (新莽)
安新縣是新莽巴郡所屬的一個縣，改安漢縣置，其轄地在今四川省南充縣的附近地區。